# Gentianella turkestanorum
Gentianella turkestanorum là một loài thực vật có hoa trong họ Long đởm. Loài này được (Gand.) Holub mô tả khoa học đầu tiên năm 1967.